# Țalka
Tsalka (georgiană წალკა) este un oraș în Georgia.

## Demografie
Conform recensământului din 2002, 55% dintre locuitori erau armeni, 22% greci caucazieni, 12% georgieni, și 9.5% azeri.